# Devenir océan
Devenir océan (titre original en anglais Become Ocean) est une composition orchestrale du compositeur américain John Luther Adams. L'oeuvre a été commandée puis créée par l'Orchestre symphonique de Seattle au Benaroya Hall (en), les 20 et 22 juin 2013. L'œuvre a remporté le prix Pulitzer de musique en 2014 et un Grammy Award de la meilleure composition classique contemporaine en 2015. En 2019, The Guardian l'a classé comme la dixième plus grande œuvre musicale du XIXe siècle.

## Inspiration
L'œuvre, en un seul mouvement, s'inspire des océans de l'Alaska et du nord-ouest du Pacifique. Le compositeur a tiré le titre d'une phrase de John Cage en l'honneur de Lou Harrison, et l'explique plus en détail avec cette note placée dans la partition :
« La vie sur Terre a émergé pour la première fois de la mer. À mesure que la glace polaire fond et que le niveau de la mer augmente, nous, les humains, nous retrouvons confrontés à la perspective de littéralement redevenir un océan ».
L’œuvre s'inscrit également dans un contexte d'activisme écologique ; ainsi Adams écrit dans The Place Where You Go to Listen: In Search of an Ecology of Music :
« Un écosystème est un réseau de motifs, une multiplicité complexe d’éléments qui fonctionnent ensemble comme un tout. Je conçois la musique d’une manière semblable. Pour moi, l’essence de la musique, ce ne sont pas les motifs spécifiques de l’harmonie, la mélodie, le rythme ou le timbre. C’est plutôt la totalité du son, la plénitude plus large de la musique ».

## Instrumentation et structure
Devenir Océan est composé pour un large orchestre divisé en 3 groupes spatialement séparés : 
| Premier groupe En coulisses à droite, aussi loin que possible des cordes et des cuivres 3 flûtes 3 hautbois, doublure à la tierce au cor anglais 3 clarinettes, doublure à la tierce à la clarinette basse 3 bassons, doublure à la tierce au contrebasson Percussion I, incluant marimba vibraphone crotales harpe I (idéalement 2 joueurs) | Second groupe En coulisses à gauche, aussi loin que possible des cordes et des bois 4 cors d'harmonies 3 trompettes 3 trombones tuba Percussion II, incluant marimba vibraphone harpe II (idéalement 2 joueurs) | Troisième groupe Formant un arc aussi large que possible autour de la scène Percussion III, incluant 3 grosses caisses tam-tam cymbales suspendues timbale célesta piano violons 1A, 1B, 2A, et 2B altos 1 et 2 violoncelles 1 et 2 contrebasse 1 et 2, les cordes de mi accordées un ton au dessous sur ré. |

Chaque groupe joue de lentes séquences sonores, souvent sous la forme d'arpèges, et chaque bloc a sa propre montée et descente. Ainsi, les groupes se chevauchent selon un modèle en constante évolution. L'harmonie est fondamentalement tonales; de simples intervalles diatoniques constituent la base des arpèges donnés aux vents. Les durées de phrases sont construites de manière qu'il y ait trois moments où tous les groupes atteignent un point culminant ensemble ; le premier est précoce et le second représente la plus grande poussée sonore. À partir de là, la musique est jouée à l'envers : le morceau entier est un palindrome. Le critique musical Alex Ross a dessiné à la main et numérisé un schéma de l'œuvre.
Sous cette construction, un effet d'entraînement est créé par un piano placé au centre (qui joue continuellement de bout en bout), quatre harpes, un célesta, un percussionniste à la grosse caisse, aux timbales, au tamtam et aux cymbales, et deux percussionnistes, placés de chaque côté, sur des instruments à maillet.

## Les performances
La première critique de Melinda Bargreen dans The Seattle Times est mitigée, trouvant le travail « agréable », mais en notant :
« Après les 20 premières minutes, les idées musicales avaient fini d'être exposées et il n'y a pas eu de développement justifiant que la pièce continue ».
En revanche, Alex Ross, écrivant dans The New Yorker et sur son blog, a donné une critique très positive, affirmant qu'il « est reparti sous le choc » et que « [c'est] peut-être la plus belle apocalypse de l'histoire de la musique ». Il a comparé Devenir Océan au Sacre du printemps et en a également fourni une analyse technique. Après la première mondiale à Seattle, Ludovic Morlot et l'Orchestre symphonique de Seattle ont interprété l'œuvre au Arlene Schnitzer Concert Hall à Portland, Oregon, le 30 mars 2014. L’œuvre a été rejouée à Seattle lors d'un concert gratuit le 2 mai 2014.
La première new-yorkaise de Devenir Océan a eu lieu le 6 mai 2014 à Carnegie Hall, avec l'Orchestre symphonique de Seattle et Morlot se produisant dans la série « Spring for Music », aujourd'hui disparue. Il s'agissait de la première représentation live de l'œuvre qu'Adams lui-même a entendu, en raison d'une opération de l’œil l'ayant empêché d'assister à la première mondiale à Seattle. Les critiques, dont celle du critique musical en chef du New York Times, Anthony Tommasini, sont généralement très élogieuses. Des représentations ultérieures ont eu lieu à Winnipeg en février 2015, Los Angeles en novembre 2015 et Miami en décembre 2015.
La première britannique a eu lieu au Symphony Hall de Birmingham le 19 mai 2016, avec Ludovic Morlot à la direction de l'Orchestre symphonique de la ville.
L'œuvre a été interprétée par l'Orchestre symphonique de la MDR dirigé par Kristjan Järvi à Leipzig le 13 janvier 2017 et a été diffusée sur la station de radio MDR Klassik le 14 janvier 2017[réf. nécessaire].
Le 13 décembre 2019, l'Orchestre philharmonique de Bergen a interprété Devenir Océan, avec Ludovic Morlot à sa tête.

## Enregistrement
Cantaloupe Music a publié le premier enregistrement le 30 octobre 2014 sur CD et DVD, par l'orchestre symphonique de Seattle. Le DVD comprend des images fixes et un mixage sonore surround supervisé par Adams. Après avoir entendu cet enregistrement de Devenir Océan, Taylor Swift a fait don de 50 000 dollars à l'Orchestre symphonique de Seattle.

## Trilogie "Devenir"
Devenir Océan a été précédé en 2010 de Become River (Devenir rivière) pour orchestre de chambre et suivi de Devenir Désert (en) en 2017 pour ensemble de cinq groupes orchestraux et vocaux. Le compositeur a déclaré que ces œuvres formaient « une trilogie que je n'avais jamais eu l'intention d'écrire en premier lieu ».